# مدال گارگین نژده
مدال گارگین نژده (ارمنی: Գարեգին Նժդեհ մեդալ) مدال نیروهای نظامی جمهوری ارمنستان می‌باشد که در تاریخ ۲۰ ژوئیه ۲۰۰۱ طبق فرمان ۵۴۸ وزارت دفاع جمهوری ارمنستان بنیان‌گذاری شده است.